# زايلولوز
الزايلولوز (بالإنجليزية: xylulose)‏ هو سكر خماسي كيتوني ينتمي للسكريات الأحادية ويحتوي على خمس ذرات كربون. الصيغة الكيميائية له هي C5H10O5 .وفي الطبيعة هو يوجد على الصورتين : المتصاوغ المرآتي دي (D) والمتصاوغ المرآتي إل (L).

## علاقتهبعلم الأمراض
يتراكم المركب L-زايلولوز في البول عند المرضى الذين يعانون من مرض البول السكري البنتوزي (بالإنجليزية: pentosuria)‏ بسبب نقص في الإنزيم L-زايلولوز ريدكتيز.مرضى البول السكري البنتوزي كانوا يشخصون في الماضي بشكل خاطئ على أنهم مرضى مصابون بداء السكري لأن سكر L-زايلولوز سكر مختزل (بالإنجليزية: reducing sugar)‏ مثل D-غلوكوز الذي هو سكر مختزل أيضا.